# Eugenia Cauduro
Eugenia Cauduro Rodríguez (Ciudad de México, 20 de diciembre de 1968) es una actriz y exmodelo mexicana.

## Biografía
Sus padres son Ernesto Cauduro y Silvia Rodríguez y tiene una hermana llamada Adriana. Estudió en el Colegio Baden Powell y luego siguió cursos de ballet y jazz. A los 22 años, se sintió motivada a ingresar a una nueva faceta, la de convertirse en actriz y para esto estudió clases de actuación haciendo su primer debut en obras de teatro basadas en cuentos infantiles como La Sirenita y La Cenicienta.
Sus primeras apariciones en la televisión fueron dentro de las cápsulas comerciales de los estados de la república mexicana en el Canal 2 de Televisa durante finales de los 80's y los primeros años de la década de los 90's, donde era ataviada con vestimentas tradicionales de los estados que aparecían en la cápsula narradas por un locutor, donde a ella se le limitaba a aparecer como parte de los escenarios y decir la frase "una estrella más del canal de las estrellas", para esto, su voz fue hecha por una actriz de doblaje para refinar las cápsulas.
Para este entonces la carrera de Eugenia empezó a tener oportunidades más importantes, tales como su primera telenovela, Alguna vez tendremos alas, producción de Florinda Meza donde debutó como actriz de la pantalla chica interpretando a la villana principal de la historia y compartiendo créditos junto a Kate del Castillo, Humberto Zurita y Cynthia Klitbo.
Esto marcó tal expectativa que Eugenia comenzó a ganar popularidad y fama en la pantalla chica y le llegarían varias ofertas, dichas telenovelas fueron: Una luz en el camino, Nunca te olvidaré donde debutó en los roles antagónicos ganándose el respeto del público a nivel internacional y una participación protagónica en DKDA Sueños de juventud.
En el 2000 obtiene su primer papel protagónico en la producción de Ernesto Alonso El precio de tu amor junto a Eduardo Santamarina y Yadhira Carrillo para volver tiempo después en un personaje estelar en la producción, Niña amada mía de Angelli Nesma en donde compartió roles con Karyme Lozano, Ludwika Paleta y Mayrin Villanueva.
En el 2003, Eugenia regresa en Alegrijes y Rebujos, una telenovela de corte infantil, producida por Rosy Ocampo. Lamentablemente su participación fue corta debido a que estaba embarazada de su primer bebé, siendo reemplazada por Cecilia Gabriela.
En el 2005, volvería a los papeles antagónicos en El amor no tiene precio, una nueva adaptación moderna de la telenovela Pobre señorita Limantour bajo la mano de Salvador Mejía. Ahí ella compartiría roles junto con Susana González y Víctor Noriega.
Dos años después, en el 2007, Eugenia dejaría los papeles antagónicos para encarnar a una mujer de orígenes mayas en Tormenta en el paraíso de Juan Osorio en una actuación especial como madre del personaje de Sara Maldonado.
En 2009 regresó a la pantalla con un personaje cómico-estelar en la telenovela Un gancho al corazón compartió roles con Danna García, Sebastián Rulli y Laisha Wilkins.
En 2010 se integra al elenco de la telenovela Teresa con una participación especial junto a Angelique Boyer y Ana Brenda Contreras.
En 2012 se integra al elenco de la telenovela Abismo de pasión interpretando a Dolores, compartiendo roles junto a Angelique Boyer, David Zepeda y Mark Tacher. A mediados de ese mismo año, Salvador Mejía la llamaría para formar parte del elenco de Qué bonito amor al lado de Jorge Salinas, Danna García, Pablo Montero, Juan Ferrara y Angélica María.
En 2013 se integra al elenco de la serie Gossip Girl Acapulco con una participación estelar interpretando a Leonora Fuenmayor, madre de Bárbara Fuenmayor (Oka Giner).
Coprotagoniza en 2014 la telenovela El color de la pasión en el papel de Magdalena Murillo donde comparte créditos junto a René Strickler, Claudia Ramírez, Erick Elías y Esmeralda Pimentel.

## Filmografía

### Televisión
| Año       | Telenovela                          | Personaje                          | Notas                                         |
| --------- | ----------------------------------- | ---------------------------------- | --------------------------------------------- |
| 1997      | Alguna vez tendremos alas           | Magdalena Arredón Mejía            |                                               |
| 1998      | Una luz en el camino                | Luisa Fernanda                     |                                               |
| 1998      | Derbez en cuando                    | La Reina                           | 1 episodio.                                   |
| 1999      | Nunca te olvidaré                   | Silvia Requena Ortiz               |                                               |
| 1999-2000 | DKDA Sueños de juventud             | Ángela Rey Arías                   |                                               |
| 2000-2001 | El precio de tu amor                | Gabriela Galván                    |                                               |
| 2001      | Mujer, casos de la vida real        | Rol desconocido                    |                                               |
| 2003      | Niña amada mía                      | Julia Moreno                       |                                               |
| 2003-2004 | Alegrijes y rebujos                 | Mercedes Goyeneche de Domínguez #1 | 37 episodios.                                 |
| 2005-2006 | El amor no tiene precio             | Araceli Montalbán Torreblanca      |                                               |
| 2007      | Tormenta en el paraíso              | Analy Mayú de Lazcano              |                                               |
| 2008      | Desde la locación                   | Conductora                         | Programa de televisión                        |
| 2008-2009 | Un gancho al corazón                | Gabriela "Gaby" Palacios           |                                               |
| 2010-2011 | Teresa                              | Vanesa Coronel de Alcázar          |                                               |
| 2011-2017 | Como dice el dicho                  | BerthaPatricia                     | 4 episodios                                   |
| 2012      | Abismo de pasión                    | Dolores "Lolita" Martínez          |                                               |
| 2012-2013 | Que bonito amor                     | Gloria Reyes                       |                                               |
| 2013      | Gossip Girl Acapulco                | Leonora Fuenmayor                  |                                               |
| 2014      | El color de la pasión               | Magdalena Murillo Rodarte          |                                               |
| 2016      | Un camino hacia el destino          | Marissa Gómez-Ruiz de Montero      |                                               |
| 2016      | 40 y 20                             | Maribel Malpica                    | Ep. «La ex de Paco»                           |
| 2017      | La rosa de Guadalupe                | Rol desconocido                    |                                               |
| 2017      | Papá a toda madre                   | Aurora Silvetti de López-Garza     | Ep. «Logatoys al borde de la quiebra»         |
| 2018      | Hijas de la luna                    | Teresa Pérez                       |                                               |
| 2019      | Por amar sin ley                    | Josefina Pulido                    | 4 episodios.                                  |
| 2019-2020 | Médicos, línea de vida              | Patricia Guerrero                  |                                               |
| 2019-2021 | Esta historia me suena              | FedraAlicia                        | Ep. «Reguetón lento»Ep. «Por tu maldito amor» |
| 2020-2021 | Quererlo todo                       | Esmeralda Santos                   |                                               |
| 2022      | Amor dividido                       | Cielo Sánchez Robles               |                                               |
| 2023      | Pienso en ti                        | Loreta Ortiz                       |                                               |
| 2024      | Vivir de amor                       | Cristina Rivero Cuéllar            |                                               |
| 2025      | A.mar, donde el amor teje sus redes | Gertrudis Cuevas                   |                                               |

### Cine
| Año  | Película                 | Rol              |
| ---- | ------------------------ | ---------------- |
| 2018 | A ti te quería encontrar | Líder de opinión |

## Premios y nominaciones

### Premios TVyNovelas
| Año  | Categoría                 | Telenovela                 | Resultado |
| ---- | ------------------------- | -------------------------- | --------- |
| 2017 | Mejor actriz coestelar    | Un camino hacia el destino | Nominada  |
| 2015 | Mejor actriz coestelar    | El color de la pasión      | Nominada  |
| 2013 | Mejor actriz coestelar    | Abismo de pasión           | Nominada  |
| 2003 | Mejor actriz de reparto   | Niña amada mia             | Ganadora  |
| 1998 | Mejor revelación femenina | Alguna vez tendremos alas  | Nominada  |
| 1998 | Mejor actriz antagónica   | Alguna vez tendremos alas  | Ganadora  |